# 니시나가호리역
니시나가호리역(일본어: 西長堀駅, ながほりばしえき)은 오사카부 오사카시 니시구에 있는 오사카 시영 지하철의 역이다. 지하철 센니치마에 선과 지하철 나가호리쓰루미료쿠치 선의 두 노선이 교차되는 환승역이다.

## 역 구조
센니치마에 선은 상대식 승강장 2면 2선, 나가호리쓰루미료쿠치 선은 섬식 승강장 1면 2선의 지하역이다. 센니치마에 선 미나미타쓰미 방면 승강장 북쪽으로부터 나가호리쓰루미료쿠치 선 승강장 동쪽에 비교적 오래 연결 통로가 마련되었다. 한편, 나가호리쓰루미료쿠치 선 승강장에서 노다한신 방면 승강장에 드나들 때는 일단 미나미타쓰미 방면 승강장을 경유해야 한다.
이와 같이, 센니치마에 선 승강장이 나가호리도리에서 남쪽으로 떨어진 곳에 위치하고 나가호리쓰루미료쿠치 선과 환승이 불편한 것은 센니치마에 선을 건설할 당시에 나가호리 강(니시나가호루 강)이 흘러갔기 때문이다.
- 개찰구는 나가호리쓰루미료쿠치 선 승강장 쪽에 1곳, 센니치마에 선 승강장 쪽에 남북으로 1곳씩 총 3곳 있다.
- 센니치마에 선 승강장은 천장이 매우 높은 것이 특징이다.
- PiTaPa, 스루카 KANSAI대응 각종 카드의 이용이 가능하다.

### 승강장
| 승강장                         | 노선                    | 행선                                  |                      |
| 센니치마에 선 승강장           | 센니치마에 선 승강장    | 센니치마에 선 승강장                  | 센니치마에 선 승강장 |
| ------------------------------ | ----------------------- | ------------------------------------- | -------------------- |
| 1                              | 센니치마에 선           | 난바・쓰루하시・미나미타쓰미 방면     |                      |
| 2                              | 센니치마에 선           | 아와자・노다한신 방면                 |                      |
| 나가호리쓰루미료쿠치 선 승강장 |                         |                                       |                      |
| 1                              | 나가호리쓰루미료쿠치 선 | 신사이바시・교바시・가도마미나미 방면 |                      |
| 2                              | 나가호리쓰루미료쿠치 선 | 다이쇼 방면                           |                      |

## 역 주변
- 니시구청
- 오사카 시립 문화 센터
- 오사카 시립 중앙 도서관
- 오사카 치과 학원 전문학교
- 오사카 시립 니시 고등학교
- 일본교통 차고
- 마루이치 강철 본사

## 역사
- 1969년 4월 16일: 센니치마에 선 영업 개시.
- 1997년 8월 29일: 나가호리쓰루미료쿠치 선이 영업 개시, 환승역이 됨.
- 2010년 9월: 나가호리쓰루미료쿠치 선 승강장에서 스크린도어 사용 개시.
- 2014년 11월: 센니치마에 선 승강장에서 스크린도어 사용 개시.

## 사진

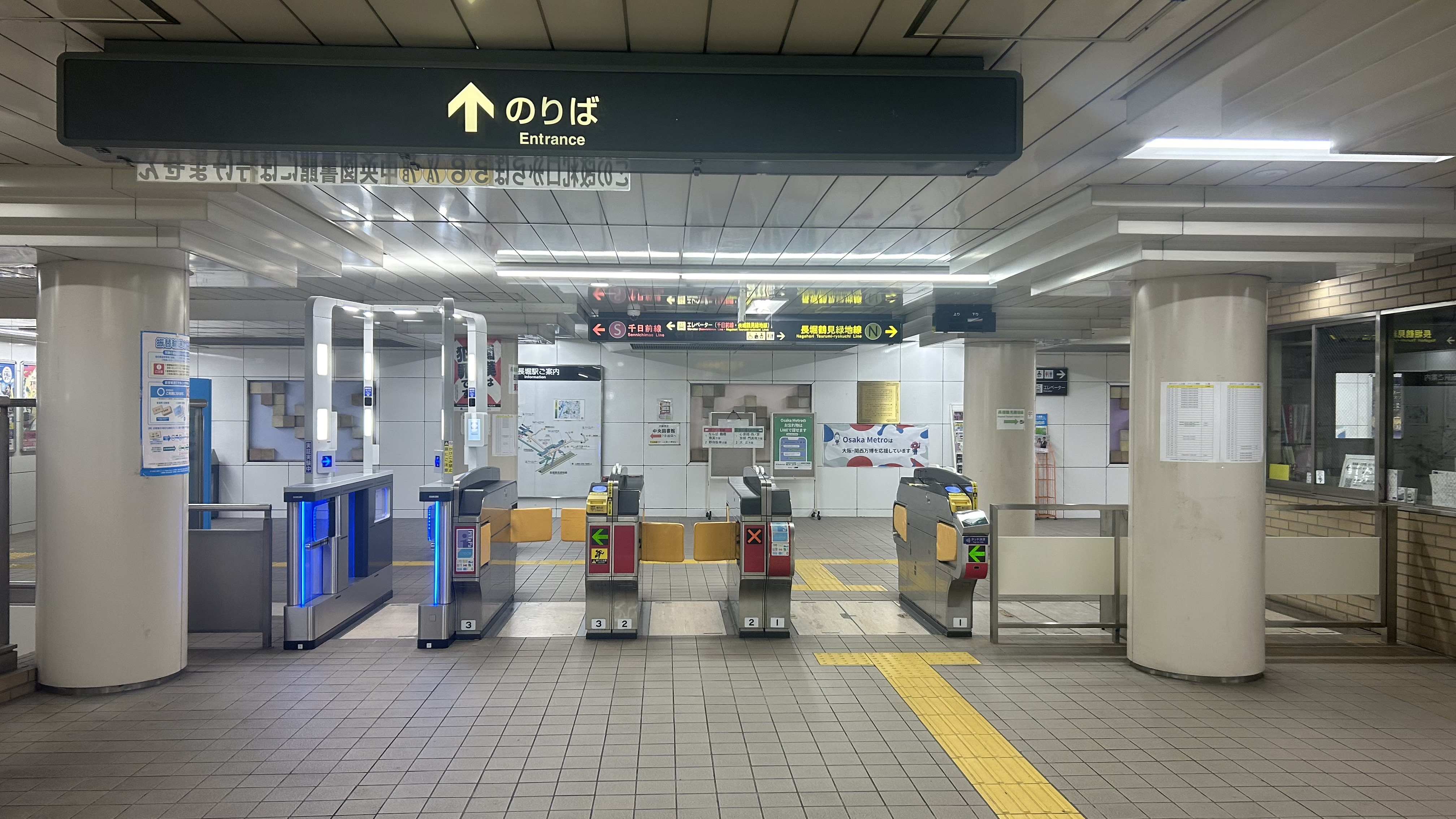
동쪽 개찰구
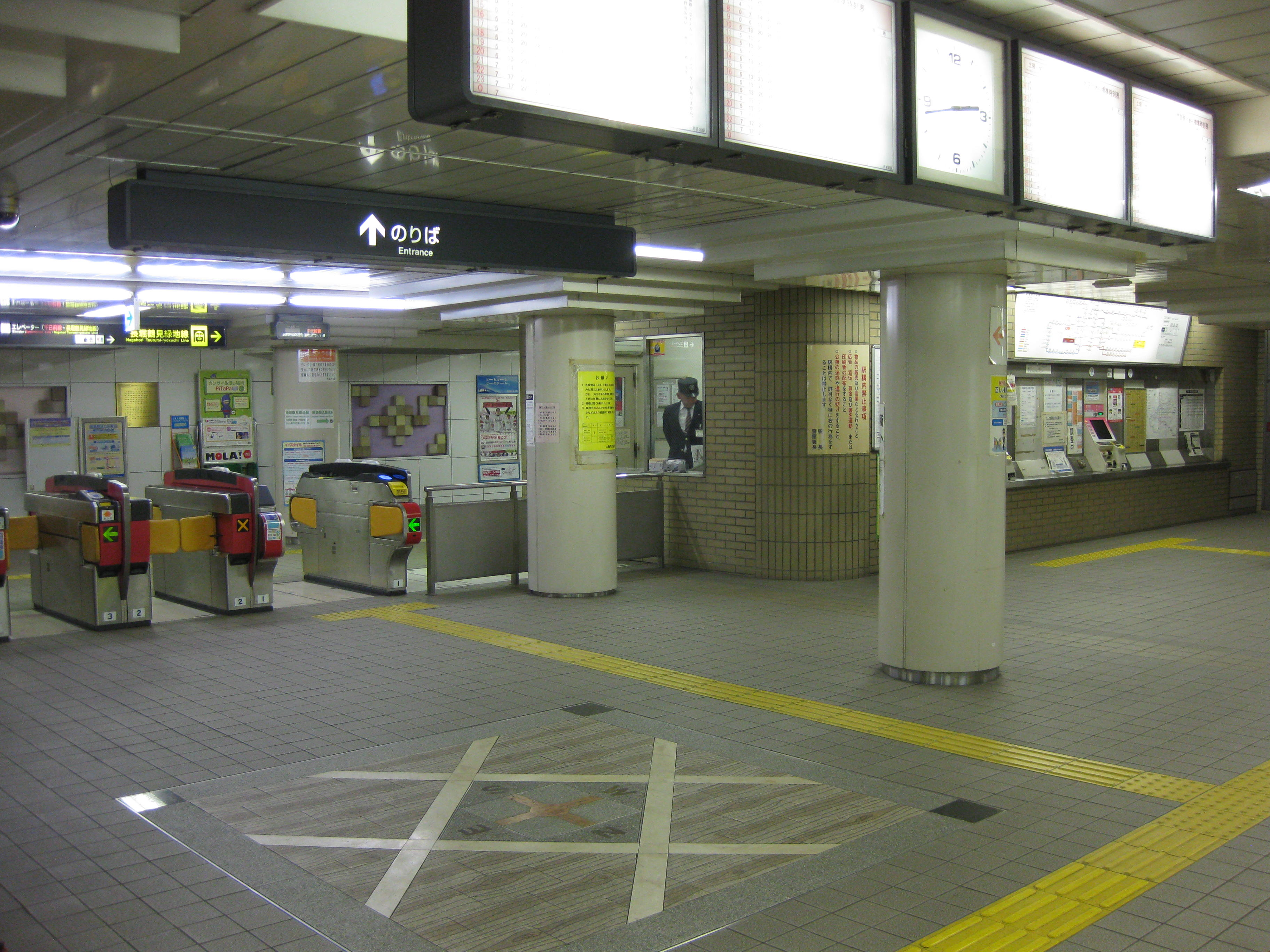
대합실
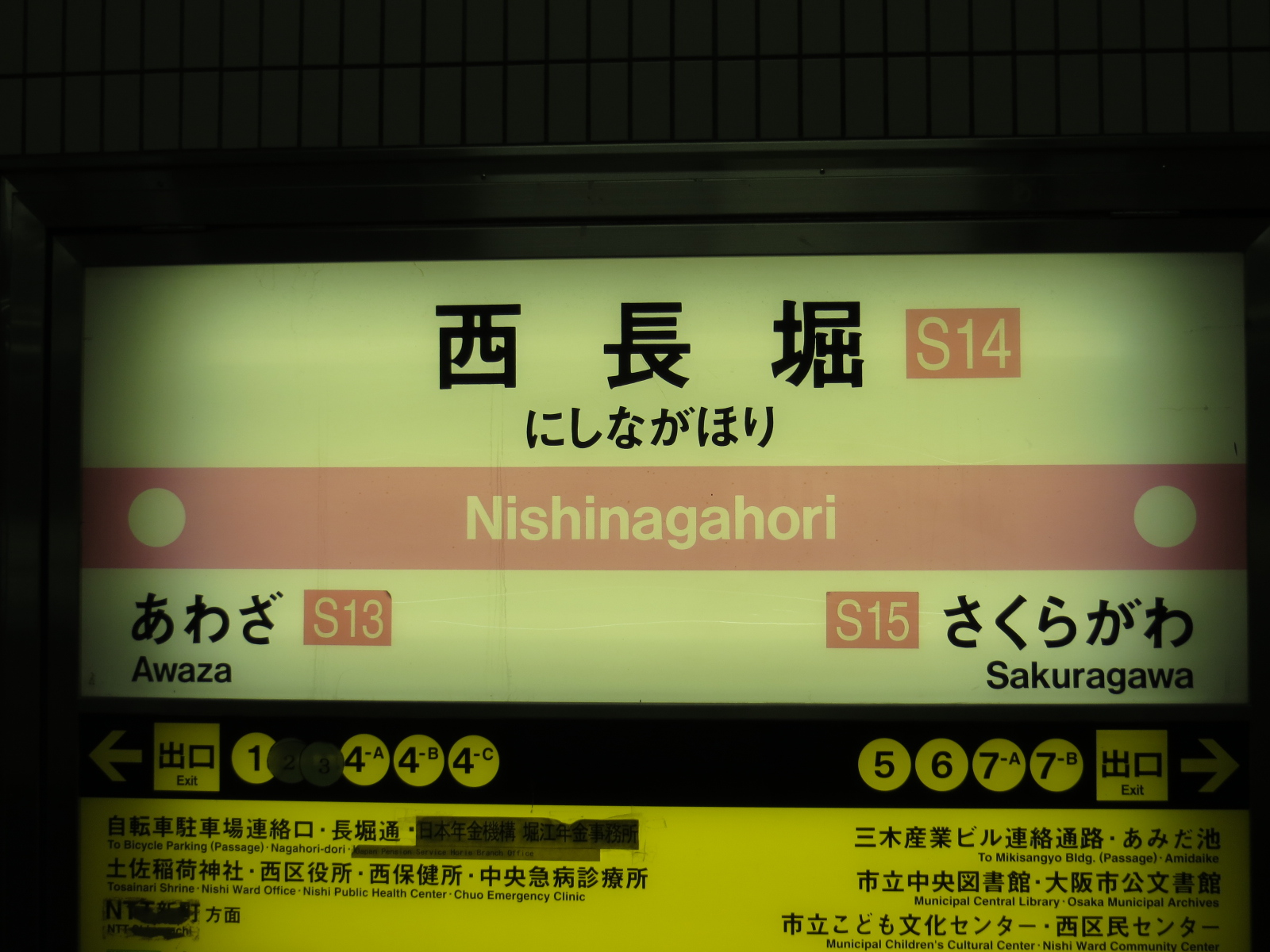
센니치마에 선 역명판

## 인접역
| ■ 오사카 메트로 센니치마에선           | ■ 오사카 메트로 센니치마에선 | ■ 오사카 메트로 센니치마에선     |
| -------------------------------------- | ---------------------------- | -------------------------------- |
| S13 아와자 노다한신 방면               |                              | 사쿠라가와 S15 미나미타쓰미 방면 |
| ■ 오사카 메트로 나가호리쓰루미료쿠치선 |                              |                                  |
| N12 돔마에치요자키 다이쇼 방면         |                              | 니시오하시 N14 가도마미나미 방면 |